# Drie Baadsters

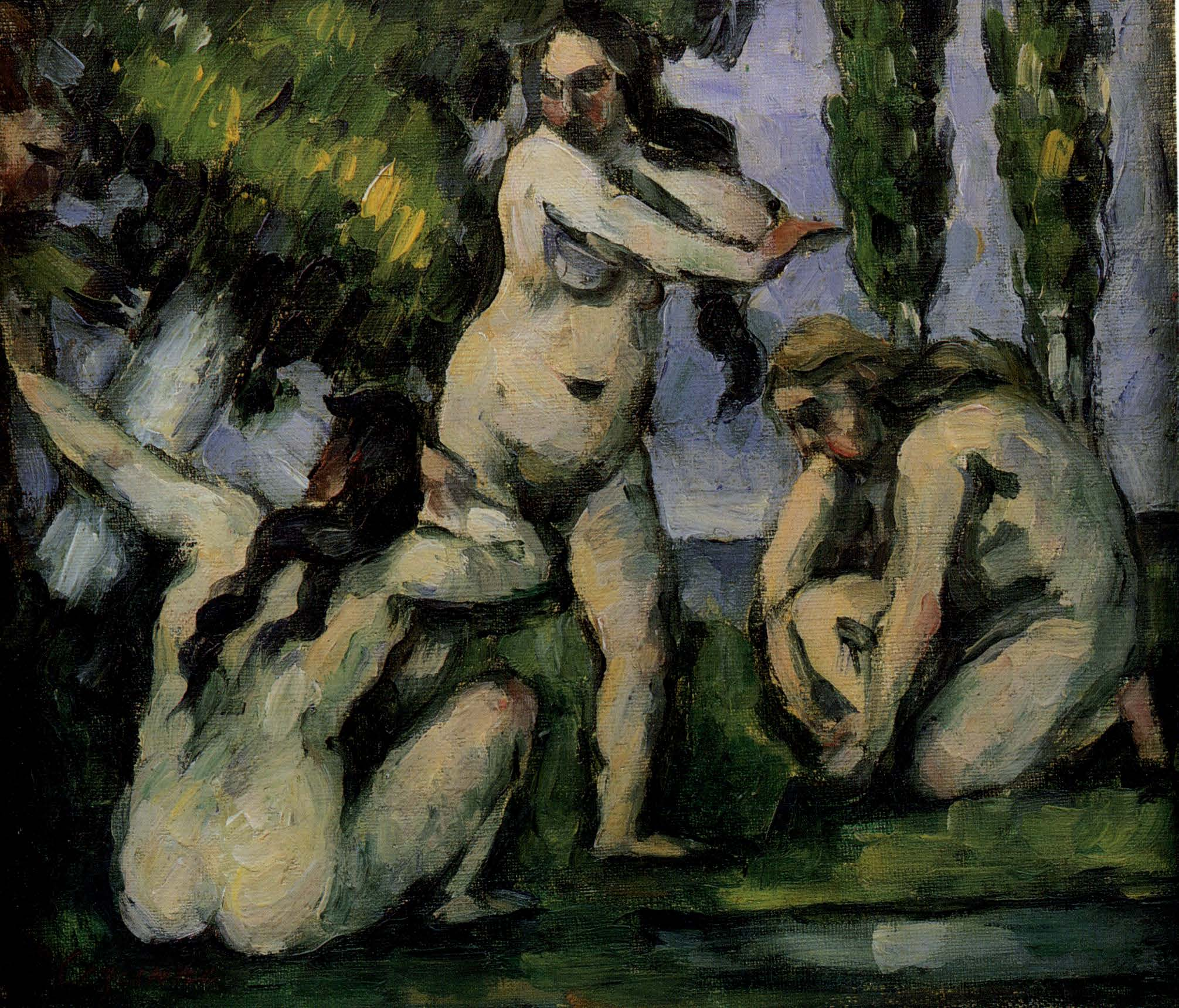
De drie baadsters

De drie baadsters (Trois baigneuses) is een  schilderij van de serie de baadsters van de Franse kunstschilder Paul Cézanne.
Hij vervaardigde het werk tussen 1874 en 1875. Het is uitgevoerd in olieverf op doek en meet 22 x 19 cm. Het bevindt zich in het Musée d'Orsay in Parijs.